# Alfredo Nunes
Alfredo Alberto Leal Nunes (Regeneração, 15 de maio de 1926 – Teresina, 27 de novembro de 2024) foi um advogado, odontólogo, desportista  e político brasileiro, outrora vice-presidente da Confederação Brasileira de Futebol.

## Dados biográficos
Filho de Gonçalo Teixeira Nunes e Maria de Lourdes Leal Nunes, formou-se em Odontologia pela Universidade Federal do Ceará, e em Direito pela Universidade Federal do Piauí, atuando como advogado e também na qualidade de promotor de justiça em Teresina. Na capital piauiense foi também delegado de Trânsito e Costumes.
Sua primeira incursão política foi como vereador em sua cidade natal pelo PSD em 1948, entretanto ganhou notoriedade como diretor do Instituto Estadual de Criminalística no governo Pedro Freitas (1951-1955). Diretor da Associação Comercial Piauiense, presidiu o Piauí Esporte Clube e depois a Federação de Futebol do Piauí por duas vezes (entre 1960 e 1962 e mais tarde de 1963 e 1966). Segundo suplente de deputado estadual pelo Piauí em 1954, foi eleito para o respectivo cargo em 1958, 1962 e 1966, este último mandato quando já estava na ARENA.
Cassado pelo Regime Militar de 1964 através do Ato Institucional Número Cinco em 13 de março de 1969, teve os direitos políticos suspensos durante dez anos. Filiou-se ao PDS com o fim do bipartidarismo e foi secretário municipal de Serviços Urbanos na passagem de Jesus Tajra como prefeito de Teresina. Procurador-geral do estado e depois chefe do Gabinete Civil no primeiro governo Hugo Napoleão, voltou à presidência da Federação de Futebol do Piauí em 1985, mas foi perdeu a eleição para deputado estadual pelo PFL em 1986. Durante a passagem de Napoleão como ministro da Educação no Governo Sarney foi secretário especial de Educação Física e Desportos e em 1989 foi eleito vice-presidente da Confederação Brasileira de Futebol para a Região Norte do Brasil.
Elegeu-se prefeito de Regeneração pelo PTB no ano 2000, não se reelegendo quatro anos depois. Nesta cidade sua família detêm extensa tradição política.
Faleceu em Teresina, vítima de falência múltipla dos órgãos.